# Squid Craft Games 2
Squid Craft Games 2 fue la segunda edición de un evento de Twitch Rivals basado en la serie de Netflix El juego del calamar, realizado con la ayuda de la desarrolladora de videojuegos Eufonia Studio. El evento fue llevado a cabo desde el 28 de febrero hasta el 5 de marzo de 2023 y contó con 200 participantes, siendo en su mayoria creadores de contenido de habla hispana e inglesa.y El ganador fue sanpap

## Desarrollo del Evento
El evento se desarrolló en Minecraft donde los participantes compitieron en 12 juegos, incluyendo: 
1. Pamplona: el primer juego consistía en correr rápidamente hasta llegar a la meta sin ser alcanzados por una serie de toros.
2. Juguemos en el bosque: la segunda prueba estuvo inspirada en el clásico juego de Caperucita Roja en el que los participantes debían encontrar un escondite antes de que el lobo saliera en su búsqueda.
3. Simón dice: El juego consistía en traer el objeto que Simón pedía en el momento que él lo solicitara.
4. Colas locas: El juego consistía en robar la cola de un participante y conservarla hasta que el tiempo finalizara, de lo contrario serían eliminados.
5. La noche: El juego conservó la famosa escena de la serie ‘El juego del Calamar’ en la que, al llegar la noche, los participantes, completamente a oscuras, podían atacar a quién quisiera hasta bajar su salud a cero y así descalificarlo.
6. Huevo de pascua: El juego consistía en recolectar la mayor cantidad de huevos del color que habían escogido para depositarlos en sus respectivas bases y acumular puntos. El equipo que menos puntos tuviera sería eliminado.
7. Los tres monos sabios: El juego debía ser realizado en grupos de tres, cada uno con la limitante siendo estas no poder ver, no poder escuchar y no poder hablar. Los participantes se enfrentaron a una serie de acertijos a medida que avanzaban por el circuito. Además de esto, cada participante debía pasar por estas tres limitantes.
8. Los globos: El juego consistía en una serie de preguntas cerradas de conocimiento general en el que debían responder correctamente una vez la flecha los eligiera.  La dificultad radicaba en el tiempo. Ya que, entre más demoraran en responder, su globo se iba llenando de aire hasta explotar y ocasionar su eliminación.
9. Ahorcado: Se llevó a cabo en grupos de 5, consistía en que una persona debía dibujar la palabra que se le otorgaba con el fin de hacer los miembros de su equipo la adivinaran correctamente para evitar ser ahorcados.
10. Vía láctea: Se llevó a cabo en parejas, en donde cada una recibía una cubeta para ser llenada con leche y posteriormente trasladada hacia un recipiente para conseguir llenarlo completamente.
11. En base: Los participantes debían estar en movimiento mientras sonaba una canción de fondo, una vez detenida la música, debían posicionarse sobre una baldosa iluminada para evitar ser eliminados.
12. ''Squid Game'': Este juego solo contó con la participación de 2 finalistas, quienes se enfrentaron en un combate cuerpo a cuerpo hasta lograr acabar con la vida del otro.

### Resultado
El ganador de este evento fue Sapnap, quien se llevó un premio de $100,000 USD. El segundo lugar fue ocupado por Shadoune.

## Participantes
Los participantes fueron confirmados el día 21 de febrero durante una transmisión en la cual ElRubius y Komanche fueron los presentadores. Así como en la serie 'El Juego del Calamar', sus 'skins' dentro del videojuego, fueron vestidos con el chándal verde. 
| 1   | E_MasterSensei  |                                  |  |
| 2   | Edurnity        | 57. eliminado: Colas Locas       |  |
| 3   | MirandaIbañez   | 8. eliminado: Pamplona           |  |
| 4   | Patodeaqualand  | 18. eliminado: Juguemos en el B. |  |
| 5   | Mizterfilip     |                                  |  |
| 6   | SherezadeMR     | 43. eliminado: Colas Locas       |  |
| 7   | Carola          |                                  |  |
| 8   | AriGameplays    |                                  |  |
| 9   | Rodezel         |                                  |  |
| 10  | Missa Sinfonia  | 54. eliminado: Colas Locas       |  |
| 11  | AlecHernandezC  |                                  |  |
| 12  | RobertoCein     | 42. eliminado: Colas Locas       |  |
| 13  | Barcagamer      |                                  |  |
| 14  | SpreenDMC       |                                  |  |
| 15  | Alanalarana     | 14. eliminado: Juguemos en el B. |  |
| 16  | elded           | 51. eliminado: Colas Locas       |  |
| 17  | Sekiam          | 35. eliminado: Simon Dice        |  |
| 18  | aXoZer          |                                  |  |
| 19  | Rioboo          |                                  |  |
| 20  | Hasvik          | 27. eliminado: Juguemos en el B. |  |
| 21  | Pipepunk        |                                  |  |
| 22  | Zeling          |                                  |  |
| 23  | NimuVT          |                                  |  |
| 24  | Wardsess        |                                  |  |
| 25  | BoffeGP         |                                  |  |
| 26  | Luh             |                                  |  |
| 27  | Betra           |                                  |  |
| 28  | Nissaxter       |                                  |  |
| 29  | Robleis         |                                  |  |
| 30  | Tanizen         |                                  |  |
| 31  | MaferRocha      | 7. eliminado: Pamplona           |  |
| 32  | Eskimalito      |                                  |  |
| 33  | ElChurches      | 61. eliminado: Colas Locas       |  |
| 34  | xCry            |                                  |  |
| 35  | OutConsumer     | 4. eliminado: Pamplona           |  |
| 36  | tvandeR         |                                  |  |
| 37  | Crisgreen       |                                  |  |
| 38  | Carreraaa       |                                  |  |
| 39  | BersGamer       |                                  |  |
| 40  | Ampeterby7      |                                  |  |
| 41  | Filisgg         | 25. eliminado: Juguemos en el B. |  |
| 42  | Maau            |                                  |  |
| 43  | ILocochon       |                                  |  |
| 44  | zormanworld     |                                  |  |
| 45  | ElRichMC        |                                  |  |
| 46  | GermanGarmendia |                                  |  |
| 47  | D3stri          |                                  |  |
| 48  | Wefere          |                                  |  |
| 49  | Manucraft       |                                  |  |
| 50  | Roier           |                                  |  |
| 51  | SoyPan          |                                  |  |
| 52  | Renrize         |                                  |  |
| 53  | xxxthefocusxxx  | 64. eliminado: Colas Locas       |  |
| 54  | OllieGamerz     |                                  |  |
| 55  | LlunaClark      | 23. eliminado: Juguemos en el B. |  |
| 56  | Luzu            | 16. eliminado: Juguemos en el B. |  |
| 57  | Nuvia           |                                  |  |
| 58  | Suzyroxx        |                                  |  |
| 59  | Latesitoo       |                                  |  |
| 60  | Caprimint       |                                  |  |
| 61  | Perxitaa        |                                  |  |
| 62  | Noe9977         |                                  |  |
| 63  | VioletaG        | 37. eliminado: Simon Dice        |  |
| 64  | Reborn_live     |                                  |  |
| 65  | Aroyitt         | 48. eliminado: Colas Locas       |  |
| 66  | Spursito        |                                  |  |
| 67  | Mymtumtum69     |                                  |  |
| 68  | Amablitz        | 26. eliminado: Juguemos en el B. |  |
| 69  | SugusSusana     | 59. eliminado: Colas Locas       |  |
| 70  | Elxokas         |                                  |  |
| 71  | Aldo_Geo        |                                  |  |
| 72  | Unicornio       | 53. eliminado: Colas Locas       |  |
| 73  | Paracetamor     | 39. eliminado: Simon Dice        |  |
| 74  | Srcheeto        |                                  |  |
| 75  | CooLifeGame     |                                  |  |
| 76  | Reventxz        |                                  |  |
| 77  | Pujidos_90      |                                  |  |
| 78  | Agustin51       |                                  |  |
| 79  | gtv_genesis     |                                  |  |
| 80  | Rivers_gg       | 41. eliminado: Colas locas       |  |
| 81  | Lit Killah      | 15. eliminado: Juguemos en el B. |  |
| 82  | Zilverk         |                                  |  |
| 83  | Kajalnapalm     | 38. eliminado: Simon Dice        |  |
| 84  | Vicens          |                                  |  |
| 85  | Sofia_Anyway    |                                  |  |
| 86  | LakshartNia     |                                  |  |
| 87  | LittleRagerGirl |                                  |  |
| 88  | Moyorz87        |                                  |  |
| 89  | RocioDTA        |                                  |  |
| 90  | Delt4Forc3      |                                  |  |
| 91  | Staryuuki       | 33. eliminado: Simon Dice        |  |
| 92  | Manutegaming    | 30. eliminado: Juguemos en el B. |  |
| 93  | xlightmoonx     | 34. eliminado: Simon Dice        |  |
| 94  | Natalan         |                                  |  |
| 95  | ElZeein         |                                  |  |
| 96  | Conterstine     |                                  |  |
| 97  | LarryCabirria   |                                  |  |
| 98  | ElMariana       |                                  |  |
| 99  | Brianeitor2002  |                                  |  |
| 100 | VickyPalami     |                                  |  |
| 101 | DUXORETHEY      | 20. eliminado: Juguemos en el B. |  |
| 102 | Silithur        |                                  |  |
| 103 | Paulettee       | 60. eliminado: Colas Locas       |  |
| 104 | Lenay           | 9. eliminado: Pamplona           |  |
| 105 | Nephtunie       |                                  |  |
| 106 | Shadoune666     | Finalista                        |  |
| 107 | Alecomeco       | 40. eliminado: Simon Dice        |  |
| 108 | bSweetyb        | 58. eliminado: Colas Locas       |  |
| 109 | FapParaMoar     |                                  |  |
| 110 | Bobicraftmc     |                                  |  |
| 111 | champi14        |                                  |  |
| 112 | KarlJacobs      | 52. eliminado: Colas Locas       |  |
| 113 | PUVLOO          |                                  |  |
| 114 | MrKeroro10      |                                  |  |
| 115 | Werlyb          |                                  |  |
| 116 | Mayleen         | 44. eliminado: Colas Locas       |  |
| 117 | Josecristo_     |                                  |  |
| 118 | Karchez         | 2. eliminado: Pamplona           |  |
| 119 | iAmphy          | 50. eliminado: Colas Locas       |  |
| 120 | Goes_x          | 55. eliminado: Colas Locas       |  |
| 121 | Moxwdf          |                                  |  |
| 122 | Germisse        | 19. eliminado: Juguemos en el B. |  |
| 123 | MYM_ALKAPONE    |                                  |  |
| 124 | BorjaPavón      | 47. eliminado: Colas Locas       |  |
| 125 | ZellenDust      | 13. eliminado: Pamplona          |  |
| 126 | ipandarina      | 29. eliminado: Juguemos en el B. |  |
| 127 | AgenteMaxo      |                                  |  |
| 128 | sirolopez56     | 5. eliminado: Pamplona           |  |
| 129 | Kidirl          | 10. eliminado: Pamplona          |  |
| 130 | Espe            | 56. eliminado: Colas Locas       |  |
| 131 | MariusOptimus   |                                  |  |
| 132 | Jelty           |                                  |  |
| 133 | Gemita          |                                  |  |
| 134 | ADN_QC          | 36. eliminado: Simon Dice        |  |
| 135 | TheGrefg        |                                  |  |
| 136 | DeqiuV          |                                  |  |
| 137 | Quackity        |                                  |  |
| 138 | Emikukis        |                                  |  |
| 139 | Josepo_90       |                                  |  |
| 140 | Budcat          | 45. eliminado: Colas Locas       |  |
| 141 | Dylantero       |                                  |  |
| 142 | nilojeda        |                                  |  |
| 143 | imantado        |                                  |  |
| 144 | Cristinini      |                                  |  |
| 145 | MenosTrece      | 28. eliminado: Juguemos en el B. |  |
| 146 | pollito_senpai  |                                  |  |
| 147 | Ernesbarbeq     |                                  |  |
| 148 | Danielxbox300   |                                  |  |
| 149 | IlloJuan        |                                  |  |
| 150 | Farfadox        |                                  |  |
| 151 | Desst3          |                                  |  |
| 152 | Serinha_3       |                                  |  |
| 153 | ElFedelobo      |                                  |  |
| 154 | Goncho          |                                  |  |
| 155 | TheDaarick28    |                                  |  |
| 156 | jhdelacruz777   | 6. eliminado: Pamplona           |  |
| 157 | Knekro          |                                  |  |
| 158 | 8cho            |                                  |  |
| 159 | HITBOXKING      | 32. eliminado: Simon Dice        |  |
| 160 | Brunenger       | 17. eliminado: Juguemos en el B. |  |
| 161 | Folagorlives    | 63. eliminado: Colas Locas       |  |
| 162 | Neekolulz       | 9. eliminado: Pamplona           |  |
| 163 | CH14            |                                  |  |
| 164 | JuanSGuarnizo   |                                  |  |
| 165 | Rapturss        |                                  |  |
| 166 | Alexby11        | 49. eliminado: Colas Locas       |  |
| 167 | Jcorko_         |                                  |  |
| 168 | Noni            |                                  |  |
| 169 | Ricoy           |                                  |  |
| 170 | Deargia         |                                  |  |
| 171 | Biyin_          |                                  |  |
| 172 | Ibai            | 24. eliminado: Juguemos en el B. |  |
| 173 | AuronPlay       |                                  |  |
| 174 | ElRubius        |                                  |  |
| 175 | Komanche        |                                  |  |
| 176 | xQc             |                                  |  |
| 177 | Tubbo           |                                  |  |
| 178 | Amouranth       | 22. eliminado: Juguemos en el B. |  |
| 179 | TinaKitten      | 46. eliminado: Colas Locas       |  |
| 180 | Tfue            |                                  |  |
| 181 | Moistcritical   |                                  |  |
| 182 | Mictia00        |                                  |  |
| 183 | FoolishGamers   |                                  |  |
| 184 | Loserfruit      | 3. eliminado: Pamplona           |  |
| 185 | Sylveey         |                                  |  |
| 186 | Dream           |                                  |  |
| 187 | GeorgeNotFound  |                                  |  |
| 188 | Sapnap          | Ganador                          |  |
| 189 | Hannahxxrose    |                                  |  |
| 190 | Darizard9       | 1. eliminado: Pamplona           |  |
| 191 | Pokimane        |                                  |  |
| 192 | Kun Agüero      | 31. eliminado: Simon Dice        |  |
| 193 | Nefarius        | 21. eliminado: Juguemos en el B. |  |
| 194 | Beniju03        | 62. eliminado: Colas Locas       |  |
| 195 | Elyas360        |                                  |  |
| 196 | ElviraYuki      | 12. eliminado: Pamplona          |  |
| 197 | TheDonato       |                                  |  |
| 198 | AngieVelasco08  | 11. eliminado: Pamplona          |  |
| 199 | Pelicanger      |                                  |  |
| 200 | Diffrent        |                                  |  |

## Recepción
Squid Craft Games 2 fue considerado un gran éxito en términos de espectadores y participantes, Durante los primeros días del evento, alcanzó un pico de más de 2 millones de espectadores concurrentes.
El evento ocupa actualmente el segundo lugar en la lista de Twitch Rivals por espectadores máximos. Al finalizar el primer día, se posicionó en el quinto lugar entre los ocho eventos con mayor número de espectadores máximos en 2023. Además, ha sido destacado como una de las principales atracciones de Twitch de la semana y se prevé que sea uno de los eventos de transmisión en vivo más relevantes del año hasta la fecha.